# 努·密蘇阿里
努‧密蘇阿里 (1939年3月3日—）是摩洛人革命家和政治家，摩洛民族解放阵线的创始人和领导人。

## 生平
1969年，努‧密蘇阿里於馬來西亞建立了摩洛民族解放阵线，並擔任主席。